# Puya cristata
Puya cristata är en gräsväxtart som beskrevs av Lyman Bradford Smith. Puya cristata ingår i släktet Puya och familjen Bromeliaceae. Inga underarter finns listade i Catalogue of Life.